# Moscow (Tennessee)
Moscow – miasto w Stanach Zjednoczonych, w stanie Tennessee, w hrabstwie Fayette.